# ساچیکو هیداری
ساچیکو هیداری (انگلیسی: Sachiko Hidari؛ ۲۹ ژوئن ۱۹۳۰ – ۷ نوامبر ۲۰۰۱) یک هنرپیشه، و کارگردان اهل ژاپن بود. وی بین سال‌های ۱۹۵۲ تا ۱۹۹۵ میلادی فعالیت می‌کرد.